# 安吉拉·莫尔多万
安吉拉·莫尔多万（羅馬尼亞語：Angela Moldovan，1927年9月19日—2013年10月13日），罗马尼亚流行音乐歌手。
她出生在基希讷乌，后来和家人搬到了特尔古穆列什，然后又搬到了蒂米什瓦拉和苏恰瓦。她在苏恰瓦读完高中，然后在巴比什-博雅依大学音乐学院和语言学院学习。
她先是嫁给了艺术家维克多·莫尔多万，后来又嫁给了米尔恰·布洛克。